# Worldcat
Worldcat är en internationell bibliotekskatalog över bland annat böcker, grammofonskivor, kassettband, CD-skivor, videofilmer och datorspel med mera. Informationen samlas från olika bibliotek runtom i världen. Katalogen drivs av Online Computer Library Center, som bildades 1967.
Worldcat som är världens största bibliografiska databas med över 2 miljarder katalogposter (mars 2016). Medlemsbiblioteken delar på bördan att katalogisera nya böcker och får gemensamt del av hela databasen. OCLC tillhandahåller även programvara för uppkopplingen mot databasen, bland annat OCLC Passport (taget ur drift i maj 2005) och Connexion (infört 2001).
Det finns även ett projekt kallat Open Worldcat för att göra innehållet i Worldcat tillgängligt för allmänheten på webben, oberoende av medlemskap i konsortiet. Detta system nås också från sökfunktioner hos Yahoo och Google. Emellertid sprids Worldcat-databasen inte fritt, eftersom det skulle omintetgöra fördelen med medlemskapet i OCLC. Från att ursprungligen ha omfattat ett urval, utökades Open Worldcat under andra halvan av 2004 till att omfatta samtliga böcker ur Worldcat. Under andra halvan av 2005 infördes en wiki-liknande funktion där webbanvändarna kan lägga till kommentarer och recensioner.

### Fotnoter
1. ↑  ”Andra bibliotekskataloger”. Lunds universitet. http://libguides.lub.lu.se/content.php?pid=612725&sid=5063526. Läst 28 maj 2015.
2. ↑  ”Online Computer Library Center” (på engelska). Online Computer Library Center. Arkiverad från originalet den 11 maj 2015. https://web.archive.org/web/20150511170345/http://www.oclc.org/en-US/about/story.html. Läst 28 maj 2015.
3. ↑  ”All of OCLC’s Worldcat Heading Toward the Open Web”. Information Today (October 11). 2004. http://www.infotoday.com/newsbreaks/nb041011-2.shtml.

⋅==Externa länkar==
- Officiell webbplats (engelska)